# Tmesisternus bezarki
Tmesisternus bezarki là một loài bọ cánh cứng trong họ Cerambycidae.